# لمور موشی سایمون
 لمور موشی سایمون (نام علمی: Microcebus simmonsi) نام یک گونه از سرده لمورهای موشی است.